# Marjolaine Grappe
Marjolaine Grappe est une journaliste, réalisatrice et productrice de documentaires française, née le 8 novembre 1985. Elle est lauréate du prix Albert-Londres 2018 pour son film Les hommes du dictateur.

## Études
Marjolaine Grappe étudie à l'École publique de journalisme de Tours (EPJT) de 2004 à 2006 puis obtient un baccalauréat universitaire (bachelor’s degree) de journalisme à l'université du Nord du Colorado l’année suivante.

## Carrière journalistique
Marjolaine Grappe commence sa carrière en intégrant en 2007 l'équipe de France 2 à Washington. Elle couvre notamment la première élection de Barack Obama et l’annonce de la fermeture de Guantánamo.
En 2009, elle rejoint la société de production Babel Press à New Delhi en Inde puis s’envole pour Shanghai en Chine en 2012 pour trois ans. Correspondante pour la presse, elle réalise de nombreux reportages sur une Asie en pleine mutation pour les chaînes francophones Arte, Canal+, France 24, la Radio télévision suisse, RTBF, TF1 et Itélé.
En 2013, elle réalise Guantánamo Limbo sur les « innocents » du camp de détention américain et leur libération au compte-gouttes. Son documentaire, produit par Arte, LCP et Babel Press reçoit le grand prix du Figra et est sélectionné comme Étoile de la Scam.
Marjolaine Grappe se lance ensuite dans une trilogie consacrée à la politique de l’enfant unique en Chine. Naître et ne pas être, diffusé en 2014, s’intéresse à la question des « heihaizi », littéralement les « enfants noirs », ceux qui n’auraient pas dû naître. Quelle vie les attend et quels recours ont-ils ? Dans La peine des hommes, elle enquête sur le trafic de femmes en Asie engendré par le trop grand déséquilibre entre les sexes en Chine. Le troisième volet, tourné secrètement pendant deux ans, dévoile les méthodes employées par le planning familial chinois pour faire respecter la loi. Le cri interdit est diffusé en 2016.
Ces trois documentaires sont les premiers coproduits par sa société de production audiovisuelle Orientxpress, fondée en 2012 avec le reporter Christophe Barreyre, avec qui elle réalise ses films.
En 2013, alors qu’elle est en tournage en Mongolie, Marjolaine Grappe découvre avec Christophe Barreyre que des femmes nord-coréennes travaillent dans les usines de cachemire. Les deux journalistes tentent en vain de rentrer en contact avec elles en dehors de l’usine et décident de creuser le sujet. Leur enquête, menée avec Mathieu Cellard, dévoile qu’en fait un grand nombre de Nord-Coréens travaillent à l’étranger et que leurs revenus détournés alimentent la fortune de Kim Jong-Il. Elle permet ainsi de répondre à la question du financement du programme nucléaire de la Corée du Nord, pays réputé si pauvre.
Les Hommes du dictateur est diffusé le 26 mai 2018 sur Arte. Ses auteurs reçoivent le prix Albert Londres de l'audiovisuel qui récompense les meilleurs « Grands Reporters » francophones âgés de moins de 40 ans. Pour Marjolaine Grappe, le prix « récompense une façon de travailler qui n’a pas changé avec les années. [Elle] adore passer du temps à creuser un sujet et le faire vivre non pas de manière aride, mais à l’aide de témoignages de gens qui racontent une histoire — ce qui est particulièrement difficile en télévision, surtout si l’on ne veut pas cacher les visages. »
Le 16 mai 2018, elle est cosignataire de la tribune Journalistes, avec ou sans carte de presse dans Libération, une « lettre ouverte à la Commission de la carte d’identité des journalistes professionnels pour la reconnaissance du travail effectué par ceux à qui on refuse un document qui peut les protéger et leur permettre de faire leur travail, parfois dans des conditions périlleuses ».
Elle réside à San Francisco où elle rejoint en mai 2019 The Writers Grotto un lieu rassemblant une communauté de plus de 120 « artistes narratifs » (auteurs, journalistes, poètes…).

## Filmographie
- 2013 : Guantánamo Limbo : dans l'enfer de l'oubli[12]
- 2014 : Naître et ne pas être
- 2016 : Chine, la peine des hommes[13]
- 2016 : Chine, le cri interdit (China, in the Mood for Life)[14]
- 2016 : Les Petits soldats de l’Amérique (America’s little soldiers)[15]
- 2018 : Les Hommes du dictateur (All the Dictator's Men)[16]
- 2018 : La Couleur de la justice (Color of justice) (cinéma)

## Distinctions

### Récompenses

#### Guantánamo Limbo
- Prix coup de Pouce 2012[17]
- Figra 2014 au Touquet : grand prix[18]
- Étoile de la Scam 2016[19]

#### Chine, le cri interdit
- Étoile de la Scam 2017[20]

#### Les hommes du dictateur
- Prix Albert Londres de l'audiovisuel 2018[9]
- Prix Spotlight (American Society of Cinematographers Awards) 2018 : Silver Award au [21]
- DIG Award 2019 à Riccione en Italie[22]
- Étoile de la Scam 2019[23]
- Figra 2019 : prix Arnaud Hamelin Satev-Figra[24]

### Sélections

#### Guantánamo Limbo
- Figra 2015, pour le prix ESJ-Lille Figra[25]

#### Chine, Naître et ne pas être
- Prix Albert Londres 2015 : finaliste
- Prix Media Enfance Majuscule 2015 : mention[26]
- Figra 2018 : compétition internationale[27]

#### Chine, la peine des hommes
- Figra 2017 : compétition Internationale moins de 40 min[1].

#### Chine, le cri interdit
- Prix Albert Londres 2017 : finaliste
- Figra 2017 : compétition Internationale plus de 40 min[28].

#### La Couleur de la justice
- CPH:DOX 2019 (Festival international du film documentaire de Copenhague)[29]